# کوه بولارد
کوه بولارد (به انگلیسی: Bullard Mountain) یک کوه در ایالات متحده آمریکا است که در Tongass National Forest واقع شده‌است. کوه بولارد ۱٬۲۸۷٫۸ متر بالاتر از سطح دریا واقع شده‌است.